# The Pointing Finger
The Pointing Finger est un film britannique réalisé par George Ridgwell, sorti en 1922.

## Fiche technique
- Titre : The Pointing Finger
- Réalisation : George Ridgwell
- Scénario : Paul Rooff, d'après son roman Rita
- Société de production : Stoll Picture Productions
- Société de distribution : Stoll Picture Productions
- Pays d'origine :  Royaume-Uni
- Langue originale : anglais
- Format : noir et blanc — 35 mm — 1,37:1 — Film muet
- Genre : drame
- Durée : 6 bobines - 5 380 pieds
- Date de sortie :
  - Royaume-Uni : 1922

## Distribution
- Milton Rosmer : Lord Rollestone / Comte d'Edensore
- Madge Stuart (en) : Lady Susan Silchester
- Joseph R. Tozer : Capitain Jasper Mallory
- Teddy Arundell (en) : Danny O'Shea
- Irene Rooke : Lady Anne Silchester
- James English : Comte d'Edensore
- Norma Whalley : Mme Ebury
- Gibb McLaughlin : le moine